# Mediewista

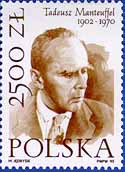
Mediewista Tadeusz Manteuffel upamiętniony na znaczku pocztowym

Mediewista (fr. médiéviste), średniowiecznik – historyk, badacz okresu średniowiecza, specjalista w zakresie mediewistyki. Do zawodu przygotowują studia mediewistyczne w instytutach historii szkół wyższych.
W 2002 roku w Toruniu odbył się pierwszy Kongres Mediewistów Polskich (16–18 września). 11 lutego 2003 roku ukonstytuował się Stały Komitet Mediewistów Polskich, którego celem nadrzędnym jest integracja mediewistów różnych dyscyplin oraz powołanie wspólnego towarzystwa naukowego. On też zorganizował w latach: 2005 (w Lublinie, 19–21 września), 2008 (w Łodzi, 22–24 września), 2011 (w Poznaniu, 19-21 września), 2015 (w Rzeszowie, 20–24 września) i 2018 (we Wrocławiu, 20 - 22 września) kolejne Kongresy Mediewistów Polskich.
Wybitnymi polskimi mediewistami byli: Tadeusz Manteuffel, Henryk Łowmiański, Benedykt Zientara, Gerard Labuda, Stefan Maria Kuczyński, Marian Biskup, Bronisław Geremek, Marian Plezia, Aleksander Gieysztor, Lech Kalinowski, Karol Modzelewski, Jerzy Wyrozumski, Henryk Samsonowicz oraz Feliks Kiryk. Spośród żyjących duże zasługi dla mediewistyki położył również Aleksander Naumow. W zakresie językoznawstwa staropolskiego wyróżniali się Stanisław Urbańczyk i Wacław Twardzik.

## Zapis historyk mediewista
Prawidłowym zapisem nazwy złożonej z członów jest: historyk mediewista (tzn. bez przecinka czy łącznika).